# Deutsches Zentrum
Das Deutsche Zentrum (Anfangs: Unabhängige christlichsoziale Volkspartei der Deutschen Österreichs) war eine christlich-nationale Partei in Österreich-Ungarn. Sie entstand 1911 als Abspaltung der Christlichsozialen Partei und existierte bis 1918.

## Geschichte
Die Parteigründung des Deutschen Zentrums geht auf den christlichsozialen Abgeordneten Raimund Neunteufel zurück. Dieser hatte bei der Reichsratswahl 1911 ohne Zustimmung der Parteigremien mit seiner eigenständigen Liste, der „Christlichsozialen Volkspartei“, im Wahlbezirk Steiermark 7 kandidiert und war noch vor der Wahl aus der Christlichsozialen Partei ausgeschlossen worden. Am Gründungsparteitag am 8./9. Dezember 1911 gründete er in der Folge zusammen mit einigen steirischen Christlichsozialen die Unabhängige christlichsoziale Volkspartei der Deutschen Österreichs und wurde dessen Vorsitzender. Der neuen Partei schloss sich 1912 auch der christlichsoziale Reichsratsabgeordnete Ferdinand Pantz an. Dessen Abfall von der Christlichsozialen Partei geht auf einen Konflikt mit dem Hauptreferenten der Zentralstelle zur Wahrung landwirtschaftlicher Interessen in Wien, Alfred Simitsch von Hohenblum, zurück. Pantz hatte früher selbst in der Zentralstelle gearbeitet und geriet mit Simitsch über ein zollpolitisches Thema in Streit, wobei der Streit in einen „Pressekrieg“ mündete.
Beim zweiten Parteitag am 19. Jänner 1913 nahmen auch andere unzufriedene Vertreter der Christlichsozialen teil. Daraufhin schlossen sich der niederösterreichische Abgeordnete August Maria Kemetter und der aus der Steiermark stammende, bukowinische Abgeordnete Eduard Hruschka der Partei an. Am 28. Jänner 1913 gründeten die vier Abgeordneten den „Klub der unabhängigen christlichen Volkspartei der Deutschen Österreichs“. Dieser wurde am 16. Mai 1913 ebenso wie die Partei in „Deutsches Zentrum“ umbenannt.
Das Deutsche Zentrum war christlich-national ausgerichtet. Im Jänner 1914 schloss sich am Parteitag in St. Michael die gesamte Deutsche Agrarpartei der Steiermark dem Deutschen Zentrum an. Die Abgeordneten des Deutschen Zentrums waren in der Folge Mitglied im Deutschen Nationalverband bzw. im Verband der deutschnationalen Parteien. Als Parteiorgan diente die 1914 gegründete Deutsche Zeitung. Am 7. Oktober 1918 gründete Pantz und Neunteufel zusammen mit den Reichsratsabgeordneten Michael Brandl (Deutsche Agrarier) und Gustav Hummer (Deutschradikale Partei) die  „Deutschösterreichische Unabhängigkeitspartei“, die sich am 23. November 1918 in Partei der Nationaldemokraten (Pantz-Partei) umbenannte.